# Joe Fortenberry
Joseph Cephis Fortenberry, detto Joe (Slidell, 1º aprile 1911 – Amarillo, 3 giugno 1993), è stato un cestista statunitense.

## Carriera

### Le Olimpiadi
Fu il capitano della nazionale di pallacanestro degli Stati Uniti che vinse la medaglia d'oro alle Olimpiadi di Berlino 1936. Durante il torneo, prese parte a due partite, segnando 8 punti nella finale contro il Canada, giocata all'aperto durante un temporale, e finita 19-8.

### La AAU
Dopo essere uscito nel 1932 da West Texas State University giocò nella AAU, dove vinse due titoli: nel 1936 con i Globe Refiners e nel 1940 con i Phillips 66ers.
Morì il 3 giugno 1993, ad Amarillo, Texas.

## Palmarès
- Torneo Olimpico: 1
Stati Uniti: 1936